# Léoville
Léoville település Franciaországban, Charente-Maritime megyében. Lakosainak száma 301 fő (2022. január 1.). Léoville Baignes-Sainte-Radegonde, Chaunac, Fontaines-d’Ozillac, Messac, Mortiers, Saint-Médard, Vanzac és Vibrac községekkel határos.

## Népesség
A település népességének változása:
| Lakosok száma | 331  | 276  | 264  | 308  | 323  | 314  | 312  | 306  | 303  | 301  |
|               | 1968 | 1982 | 1990 | 2006 | 2013 | 2015 | 2017 | 2019 | 2020 | 2022 |